# Martha Kanow
Martha Kanow (* 11. Mai 1907 in Dallmin, Kreis Westprignitz; † nach 1967) war eine deutsche Landarbeiterin und Funktionärin des DFD. Sie war Abgeordnete des Landtags Brandenburg und der Volkskammer der DDR.

## Leben
Die Tochter eines Landarbeiters besuchte die Volksschule in Kribbe (Kreis Westprignitz) und Neuwerder (Kreis Westhavelland). Von 1929 bis 1945 arbeitete sie als Landarbeiterin.
Nach dem Zweiten Weltkrieg wurde sie Neubäuerin in Mildenberg und politisch aktiv. Sie trat 1946 dem Demokratischen Frauenbund Deutschlands (DFD) bei und war von 1946 bis 1958 Gemeindevertreterin in Mildenberg. Im Jahr 1947 trat sie in die Sozialistische Einheitspartei Deutschlands (SED) und 1950 in die Vereinigung der gegenseitigen Bauernhilfe (VdgB) ein.
Kanow war Abgeordnete des Brandenburger Landtags in der 2. Wahlperiode vom 3. November 1950 bis zum 25. Juli 1952. Von 1952 bis 1958 war sie Vorsitzende der DFD-Ortsgruppe Mildenberg und von 1952 bis 1954 Mitglied des Bezirkstages Potsdam. Kanow war ab 1952 Mitglied der Landwirtschaftlichen Produktionsgenossenschaft (LPG) „Bergauf“ in Mildenberg und der Leitung der Betriebsparteiorganisation (BPO) der SED. Ab 1953 war sie Bürgermeisterin der Gemeinde Mildenberg und Mitglied des Kreisvorstandes Gransee des VdgB.
Von 1954 bis 1967 war sie Abgeordnete der Volkskammer, zunächst als Mitglied der VdgB-Fraktion, dann von 1963 bis 1967 als Mitglied der DFD-Fraktion. Sie war von 1954 bis 1958 Mitglied des Ausschusses für Land- und Forstwirtschaft, von 1957 bis 1958 des Ständigen Ausschusses für die örtlichen Volksvertretungen, von 1958 bis 1960 stellvertretende Vorsitzende des Gnadenausschusses und von 1963 bis 1967 Mitglied des Verfassungs- und Rechtsausschusses der Volkskammer. Sie war ab 1957 auch Mitglied des Bezirksvorstandes Potsdam des DFD.

## Auszeichnungen
- 1956 Clara-Zetkin-Medaille
- 1957 Ehrennadel des Demokratischen Frauenbundes Deutschlands in Silber, später in Gold
- Verdienstmedaille der DDR